# Орре
Орре́ (фр. Orret) — коммуна во Франции, находится в регионе Бургундия. Департамент коммуны — Кот-д’Ор. Входит в состав кантона Беньё-ле-Жюиф. Округ коммуны — Монбар.
Код INSEE коммуны — 21471.

## Население
Население коммуны на 2010 год составляло 24 человека.
| 1962 | 1968 | 1975 | 1982 | 1990 | 1999 | 2010 |
| ---- | ---- | ---- | ---- | ---- | ---- | ---- |
| 50   | 51   | 45   | 52   | 32   | 26   | 24   |

## Экономика
В 2010 году среди 15 человек трудоспособного возраста (15—64 лет) 11 были экономически активными, 4 — неактивными (показатель активности — 73,3 %, в 1999 году было 75,0 %). Из 11 активных жителей работали 10 человек (5 мужчин и 5 женщин), безработной была 1 женщина. Среди 4 неактивных 1 человек был учеником или студентом, 1 — пенсионером, 2 были неактивными по другим причинам.